# Myotis attenboroughi
Myotis attenboroughi és una espècie de ratpenats de la família dels vespertiliònids. És endèmic de Trinitat i Tobago, on viu a Tobago i, possiblement, Trinitat. Es tracta de l'única espècie de mamífer coneguda que és endèmica de Trinitat i Tobago. Fou anomenat en honor del famós naturalista anglès Sir David Attenborough.
Era classificat com a part del ratpenat negre (Myotis nigricans) fins que un estudi publicat el 2017 revelà que era una espècie a part. És l'espècie germana d'un clade que conté M. cf. handleyi, M. nesopolus i tres espècies possiblement no descrites de Sud-amèrica i Meso-amèrica. Es distingeix de la resta de Myotis del Carib pel seu crani petit i el fort pendent dels seus ossos frontals.
S'alimenta d'arnes i altres petits insectes voladors nocturns. Nia a coves, els forats als troncs i les golfes d'edificis.